# Маклсфилд, Уильям
Уильям Маклсфилд (англ. William of Macclesfield; ?, Кентербери (или Ковентри), королевство Англия — 1303/1304, Кентербери, королевство Англия) — английский кардинал, писатель и богослов, доминиканец. Кардинал-священник с титулом церкви Санта-Сабина с 18 декабря 1303 по 1303/1304.

## Ранние годы, образование и священство
Дата рождения Уильяма Маклсфилда неизвестна, место — Кентербери (или Ковентри), Англия. Его фамилия также указана как Маклфилд, Макелелфилд, Маклсфилд и Марсфилд.
Поступил в орден проповедников (доминиканцев). Учился в университетах Парижа и Оксфорда, получил докторскую степень в последнем.
Где, когда и кем был рукоположен в священники информация была не найдена.
Профессор богословия в Париже и Оксфорде. Свои орденом он был отправлен на различные миссии в Рим. Регент-мастер Блэкфрайерс в 1300 году. Определитель английской провинции к генеральному капитулу Безансона в 1303 году, он посетил несколько генеральных капитулов своего ордена и был близким другом Папы Бенедикта XI, также доминиканца, он умер, возвращаясь домой.
Он был известным богословом и писателем. Он защищал папское учение против Генриха Гентского и Уильяма де Ла Мара и прочитал знаменитую проповедь перед английским духовенством по церковной дисциплине. Европейские ученые называли его «Doctor Inclytus» (Прославленный доктор). Он писал проповеди, вопросы об ангелах, пролог к сентенциям и «Contra Corptorem Thomæ», в которых он нападал на францисканцев.

## Кардинал
Возведён в кардинала-священника с титулом церкви Санта-Сабина на консистории от 18 декабря 1303 года, до того, как известие о его смерти достигло папского двора, некоторые источники говорят, что новый кардинал умер до того, как до него дошли известия о его возведение в кардиналы.
Скончался кардинал Уильям Маклсфилд, вероятно, летом 1303 года или в 1304 году, в Кентербери. Похоронен в Блэкфрайерс, Лондон.